# Pentes de la Croix-Rousse
La Croix-Rousse ist der Name eines der drei Hügel von Lyon (Fourvière (Hügel) und La Duchère). Es ist gleichzeitig der Name einer der Ursprungsgemeinden vom Département Rhône, das auf diesem Hügel liegt und aus zwei unterschiedlichen Stadtteilen besteht:
- Die Hochebene auf bis zu 254 m im 4. Arrondissement
- Die Hänge (französisch Les Pentes, ein Teil des 1. Arrondissements)

## Geschichte
Die Besiedlung der Hänge von La Croix-Rousse beginnt erst in der Renaissance; bis dahin wurden die Hügel «Saint-Sébastien» genannt. Zu Beginn des 17. Jh. begann die Entwicklung der Stadt außerhalb der Mauer de la Lanterne (Place des Terreaux). Der Bau der Wehrmauern von Croix-Rousse beginnt 1512 und dauert ein Jahrhundert. Im 19. Jh. wurde die Siedlung zu einem Industrieviertel dank der Entwicklung der Seidenindustrie in Lyon.

## Beschreibung
Die Pentes de la Croix-Rousse ziehen sich von der Rue du Jardin des Plantes bis zur Höhe des Hügels ohne das Viertel um den Place Sathonay, das in der Ebene und damit beim 1. Arrondissement bleibt.

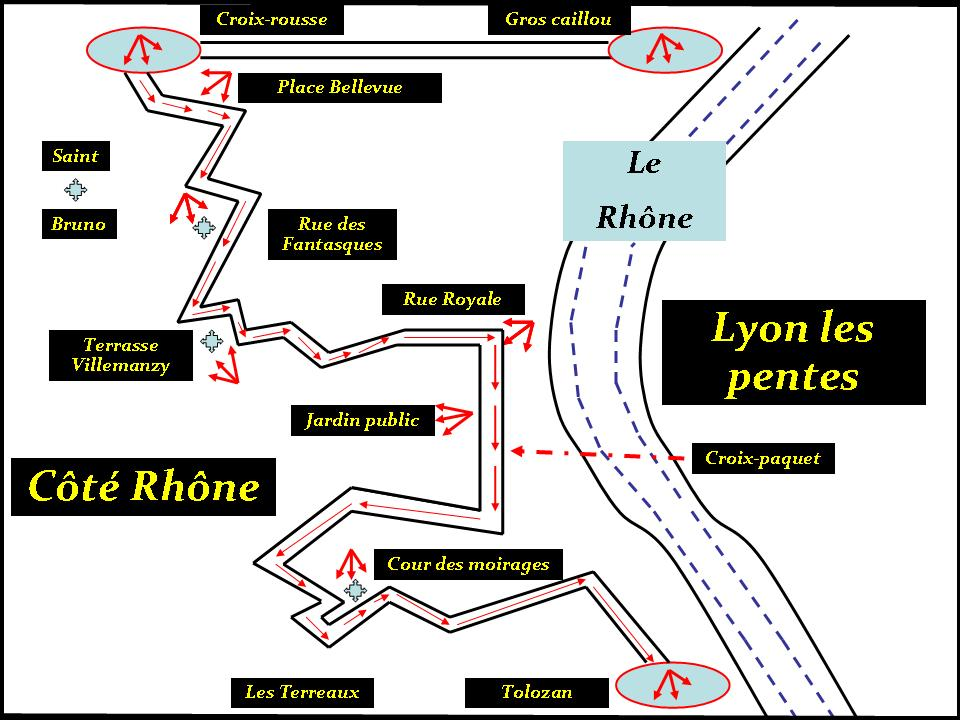
Schematische Darstellung des Abstiegs

Das Viertel des Pentes lehnt sich an den Hang an und ist damit stark abschüssig. So führen einige Straßennamen die Bezeichnung „Steigung“ (französisch montée): Montée de la Grande Côte, Montée Saint-Sébastien, Montée des Carmelites, u. a. 1862 wurde die erste städtische Standseilbahn der Welt zwischen der Rue Terme und dem Boulevard de la Croix-Rousse in Dienst gestellt (Funiculaire de la rue Terme). 1891 folgte eine weitere, die Croix-Paquet, zwischen Croix-Paquet und La Croix-Rousse. Die erste Seilbahn wurde in einen Straßentunnel umgewandelt, nachdem sie 1967 geschlossen wurde. Die verbliebene Bahn wurde in die Linie C integriert. Wegen der starken Steigung musste zwischen den Stationen Hôtel de Ville – Louis Pradel und Croix-Rousse eine Zahnradbahn eingerichtet werden.
In dem Viertel gibt es mehrere Bauwerke aus der römischen Epoche: In Höhe der botanischen Gärten befindet sich das Amphitheater von Lyon und die römische Straße, die früher Lugdunum (der lateinische Name von Lyon) mit Germanien verband.
Hier befinden sich auch zahlreiche Traboule, Passagen zwischen den Häusern, die, entsprechend dem Gelände, aus vielen Treppen bestehen. Sie stellen jedoch die kürzeste Verbindung zum Stadtzentrum her. Die Wege, bestehend aus engen Gassen, Abhängen und Treppen, sind also weitgehend den Fußgängern vorbehalten.

## Einteilung derPentes
Die Hänge am Croix-Rousse sind in drei Einheiten, die sich stark unterscheiden, eingeteilt, obwohl sie doch eine Gemeinsamkeit, dem Terrain geschuldet, behalten.

### Der Mittelteil

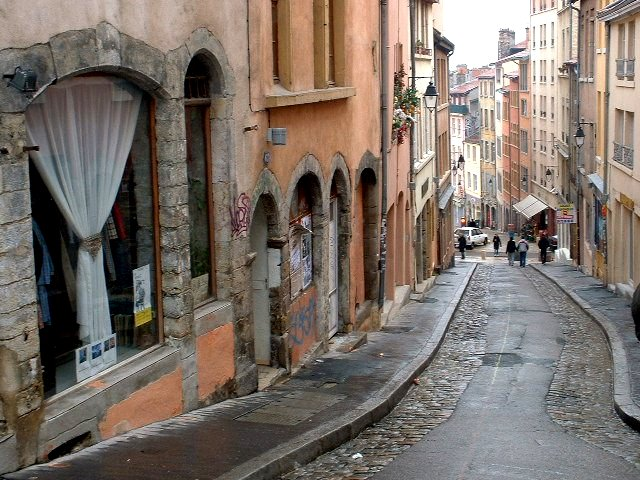
Montée de la Grande Côte vor der Erneuerung

Die Montée de la Grande Côte steigt, wie der Name sagt, fast vertikal an und verbindet die Place des Terreaux in der Ebene mit dem Boulevard de la Croix-Rousse auf dem Hügel. Aber es gibt andere, weniger steile Montées; diese „bucklige“ Zone wurde mehrfach bearbeitet, um sie angenehmer zu gestalten:
- Durch Plätze oder Plätzchen, die die Steigung unterbrechen wie die Place Colbert, die den Eingang zum Cour des Voraces und seiner Treppe von sechs Etagen bildet, die Place Morel oder die Place Rouville
- Durch Parkanlagen, wie den Jardin des Plantes, den Jardin de la Place Croix-Rousse oder den kleine Jardin Villemanzy, die alle zum Ziel haben, dem dicht besiedelten Gebiet Grünflächen zu schaffen.

Der Mittelteil ist wieder in mehrere Zonen aufgeteilt: Das «Quartier des Terreaux» (benannt nach dem gleichnamigen Platz), das «Sainte-Catherine » (auch unterer Hang genannt, französisch bas des pentes), die eigentliche «Pentes» und dann der obere Hang (französisch haut des pentes), beginnend am Boulevard de la Croix-Rousse kurz vor dem Plateau.

### Der Westteil
Im Westen breitet sich das «Quartier des Chartreux» aus, benannt nach der ehemaligen Kongregation, die hier ansässig war, und die ein Gymnasium (Institution des Chartreux), die Kirche Saint-Bruno-les-Chartreux de Lyon sowie Gärten oberhalb der Saône.

### Der Ostteil
Im Osten gewähren die Ausläufer der Rhône Aussichtspunkte auf den Parc de la Tête d’Or und auf die Alpen vom Hang Saint-Sébastien und der Terrasse Villemanzy (innerhalb der Mauern des ehemaligen Militärkrankenhaus Villemanzy) und, noch höher, auf dem Plateau von der Esplanade Le Gros Caillou und dem Place Bellevue aus.

## Grünflächen

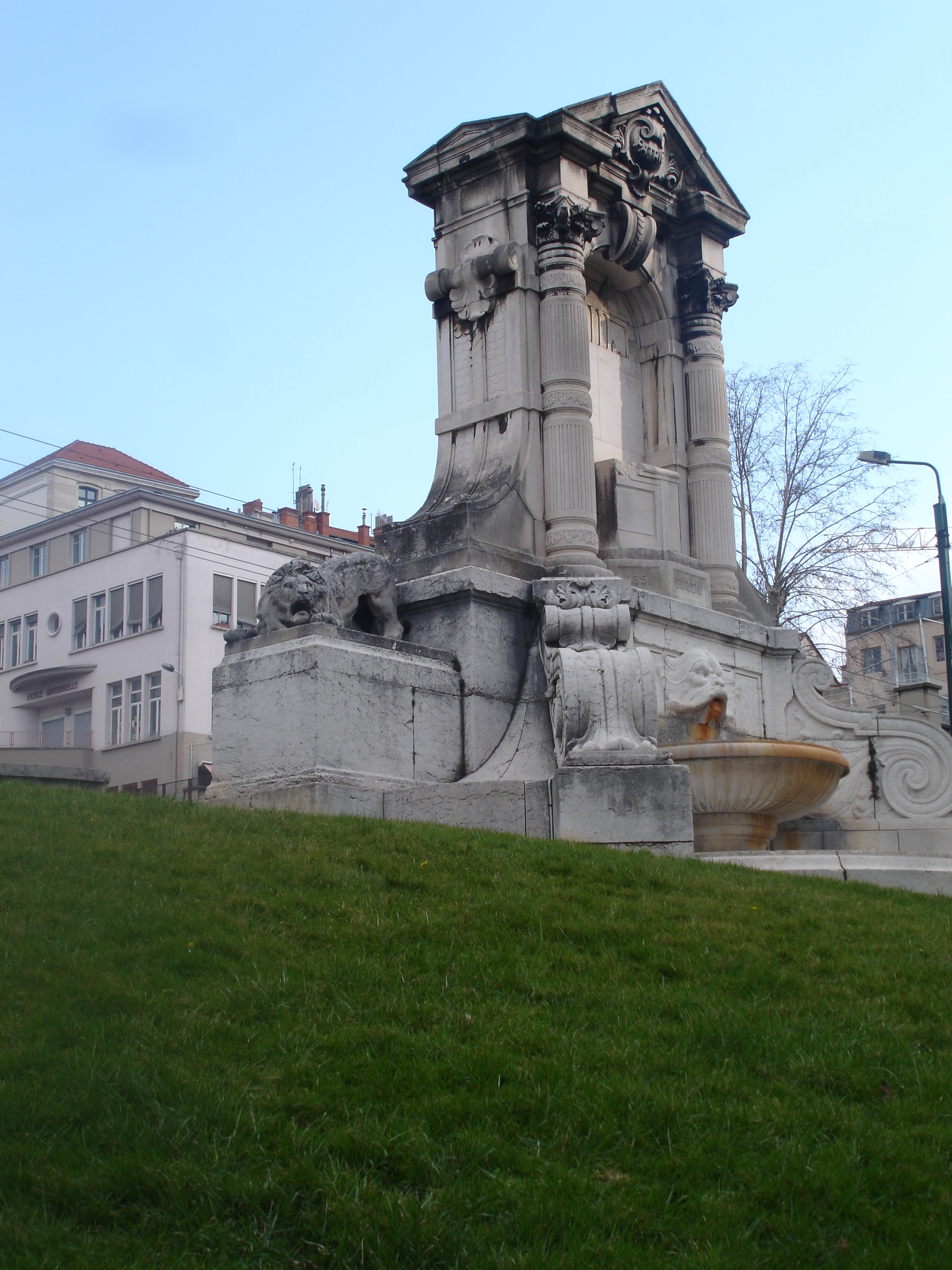
Ehemaliger Jardin des Plantes

- Der botanische Garten Croix-Paquet, ein langgezogener, steiler Platz zwischen den Straßen Rue Alsace-Lorraine, Rue des Fantasques, Montée Saint-Sébastien und dem Platz gleichen Namens. Er erstreckt sich über 7.000 m² oberhalb der Metrostation gleichen Namens.
- Der Jardin de la Grande Côte entlang des Hangs gleichen Namens (Montée de la grande Côte). Der Garten präsentiert seine Terrassen auf einer Fläche von mehr als 6.000 m² am Hang von La Croix-Rousse eine Vielfalt von Maulbeeren.
- Der Jardin des Chartreux im Westen oberhalb vom Place du Port Neuville entlang dem Cours Général Giraud und dem Place Rouville mit einer Fläche von etwa einem Hektar. Von bietet sich eine gute Sicht auf die Ufer der Saône und auf die Altstadt von Lyon.
- Das Stadion Duplat zwischen dem Boulevard de la Croix-Rousse und der Rue Pierre Dupont.
- Der Jardin des Plantes und das Amphithéâtre des Trois Gaules an der Rue

Lucien Sportisse.

## Sehenswürdigkeiten
- Kirchen

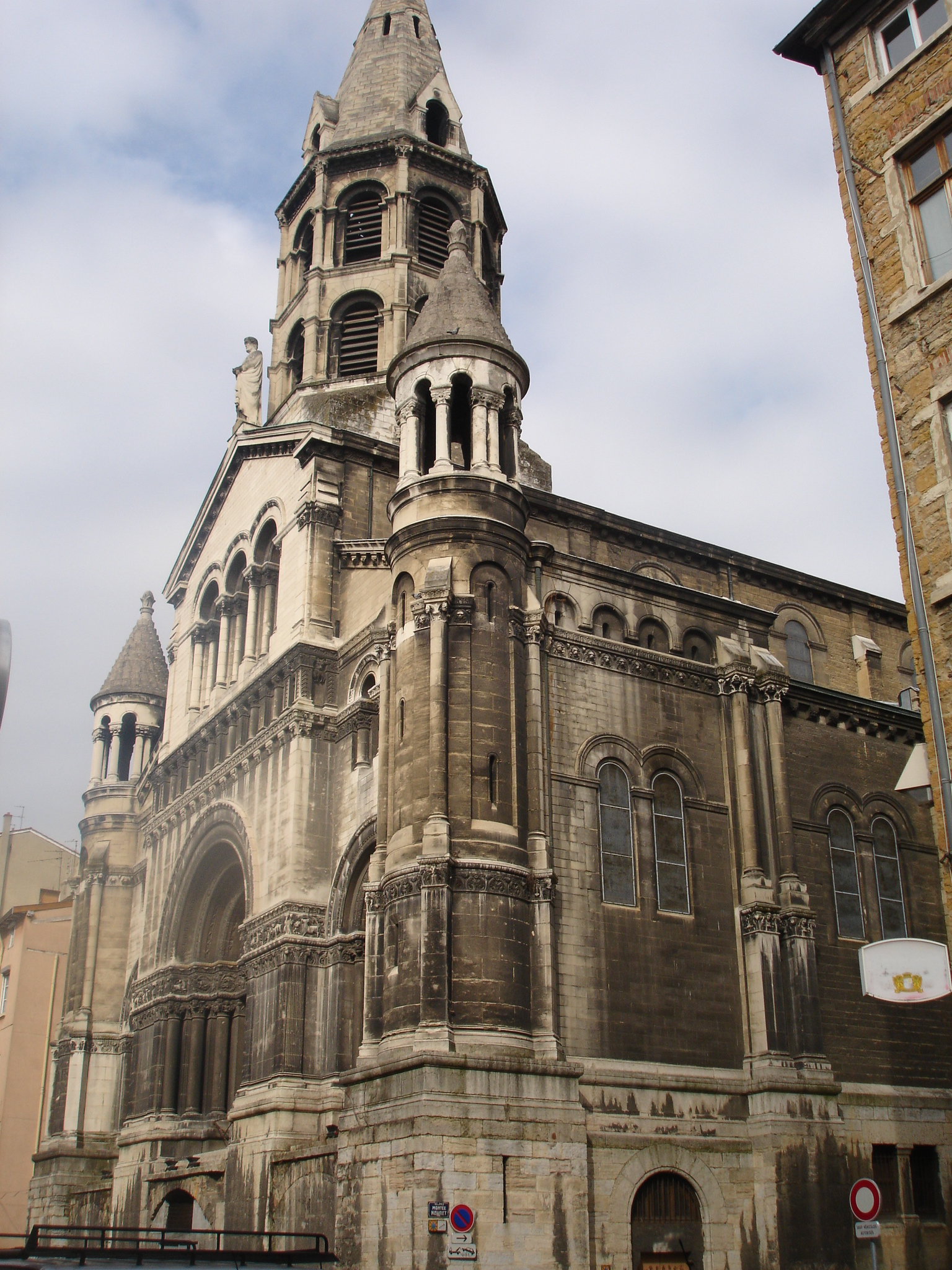
Église du Bon Pasteur

  - Église Saint-Bruno-les-Chartreux de Lyon, einzige Barockkirche von Lyon, nahe am Place Chartreux
  - Église du Bon-Pasteur de Lyon, in der Rue Neyret in der Nähe vom Montée de la Grande-Côte
  - Église Saint-Polycarpe de Lyon, ehemalige Kirche der Kongregation zwischen der Rue René-Leynaud und den zwei Passagen Mermet und Thiaffait
  - Église Saint-Bernard, am Montée Saint-Sébastien nahe dem Plateau
- Flächen und Straßen
  - Montée de la Grande-Côte (und die alte Römerstraße), zentrale Achse zum Boulevard de la Croix-Rousse
  - Montée des Carmélites, die zum Jardin des Plantes führt
  - Rue René-Leynaud mit den Kunstgalerien, Rue Sainte-Catherine und die Kneipen, Rue des Capucins mit den zahlreichen Traboules, die Passage Thiaffait und seiner Doppeltreppe, der Place Bellevue
  - Das Amphithéâtre des Trois Gaules im Jardin des Plantes oberhalb vom Place Sathonay
- Baudenkmäler
  - Die Traboule des Cour des Voraces, die es ermöglicht, vom Place Colbert zum Montée de Saint-Sébastien oder der Rue Imbert-Colomés zu kommen.
  - Das Herrenhaus Villemanzy und seinen Garten (ehemaliges Hôpital militaire Villemanzy)
  - Die Institution des Chartreux, Gymnasium im Gebäude der alten Chartreuse du Lys-Saint-Esprit aus dem 17. Jh.
  - Das Maison Brunet (auch Haus der 365 Fenster)
  - Das Museum der Telekommunikation in der Rue Burdeau unterhalb des Jardin des Plantes
  - Die alte École nationale supérieure des beaux-arts de Lyon, Rue Neyret

## Fotogalerie

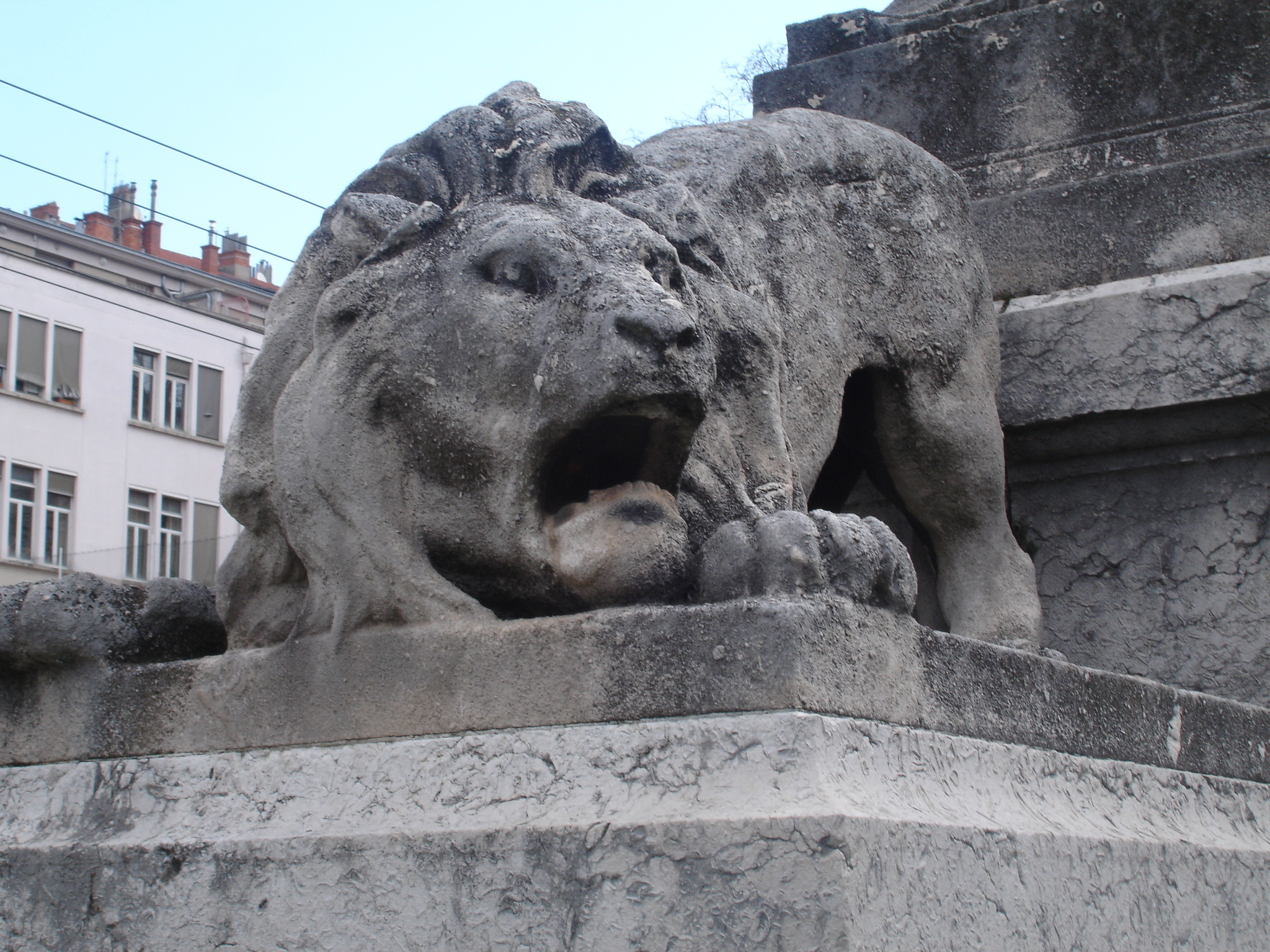
Jardin des plantes: Der Löwe
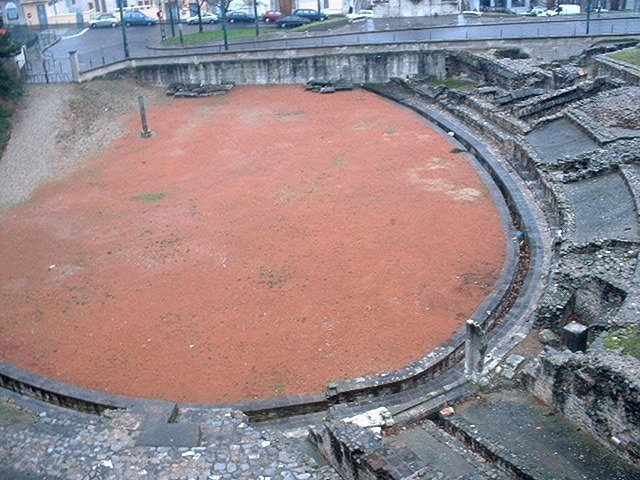
Amphithéâtre des 3 gaules
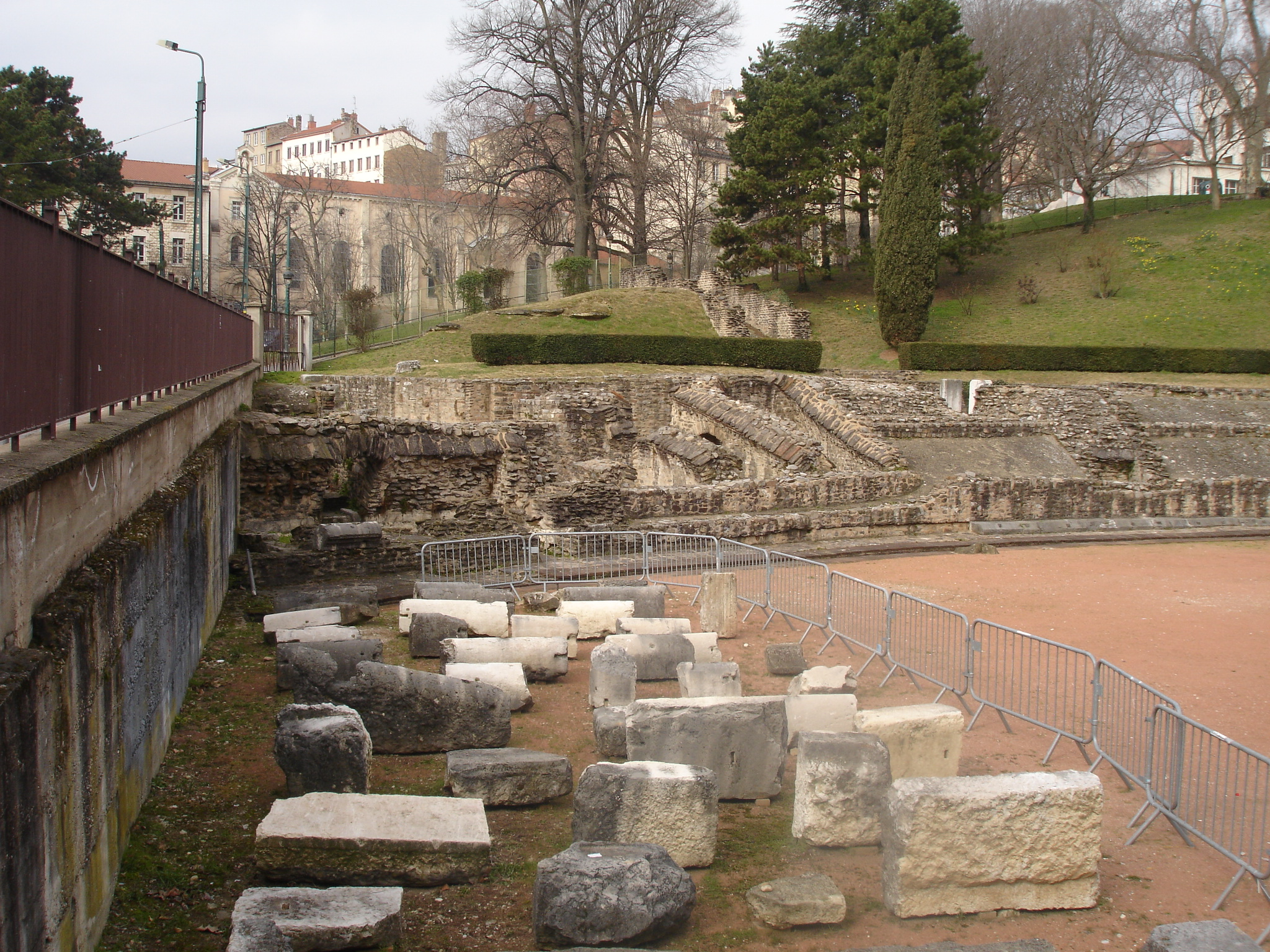
Mittelteil des Amphitheaters
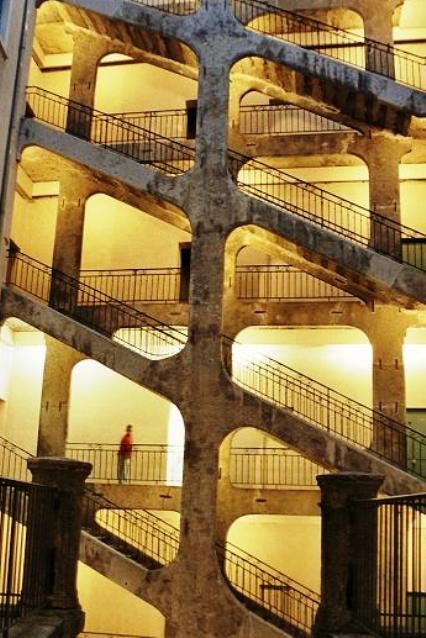
Treppenaufgang zum Cour des Voraces
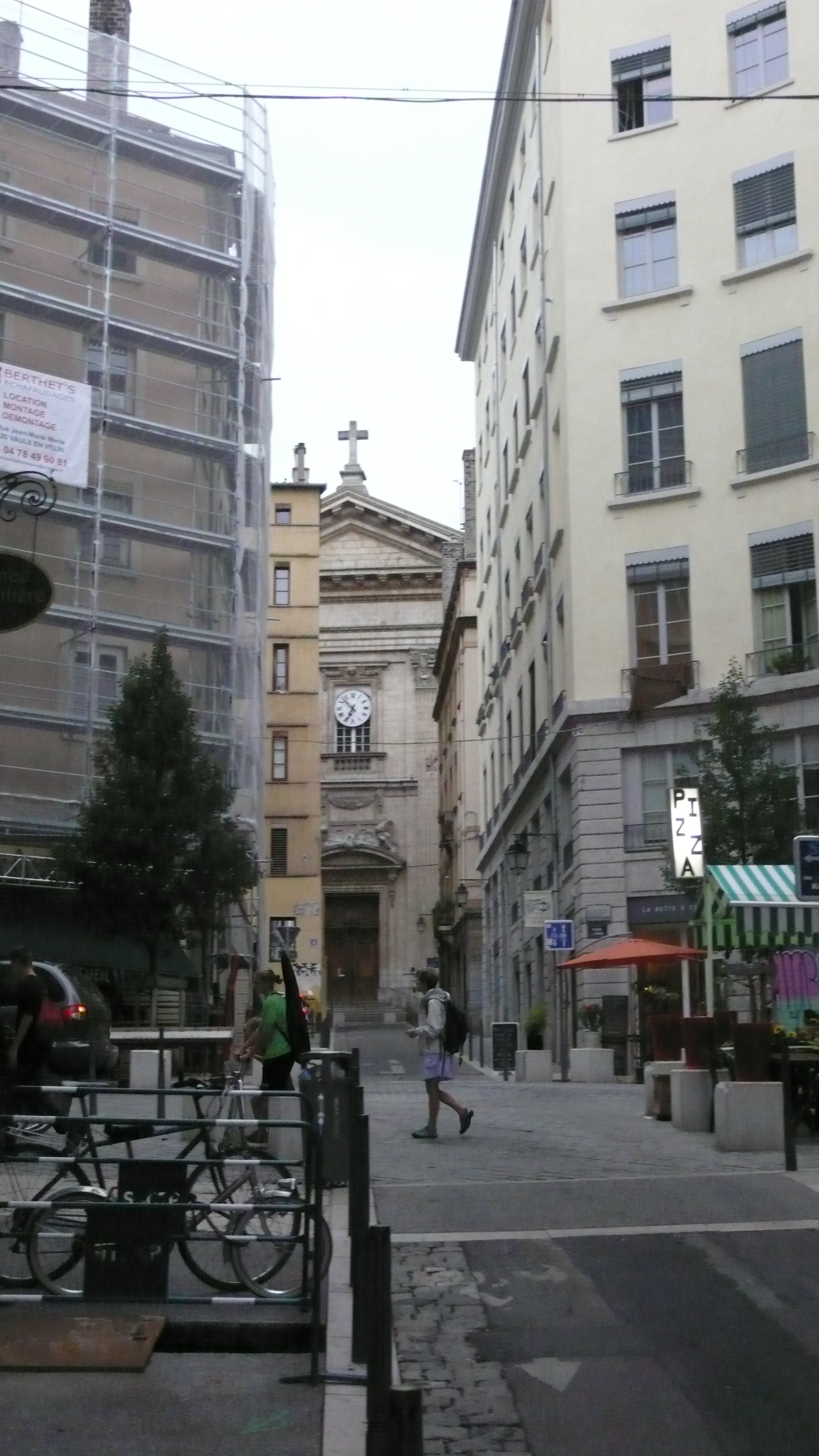
Place du Forez und Kirche Saint-Polycarpe
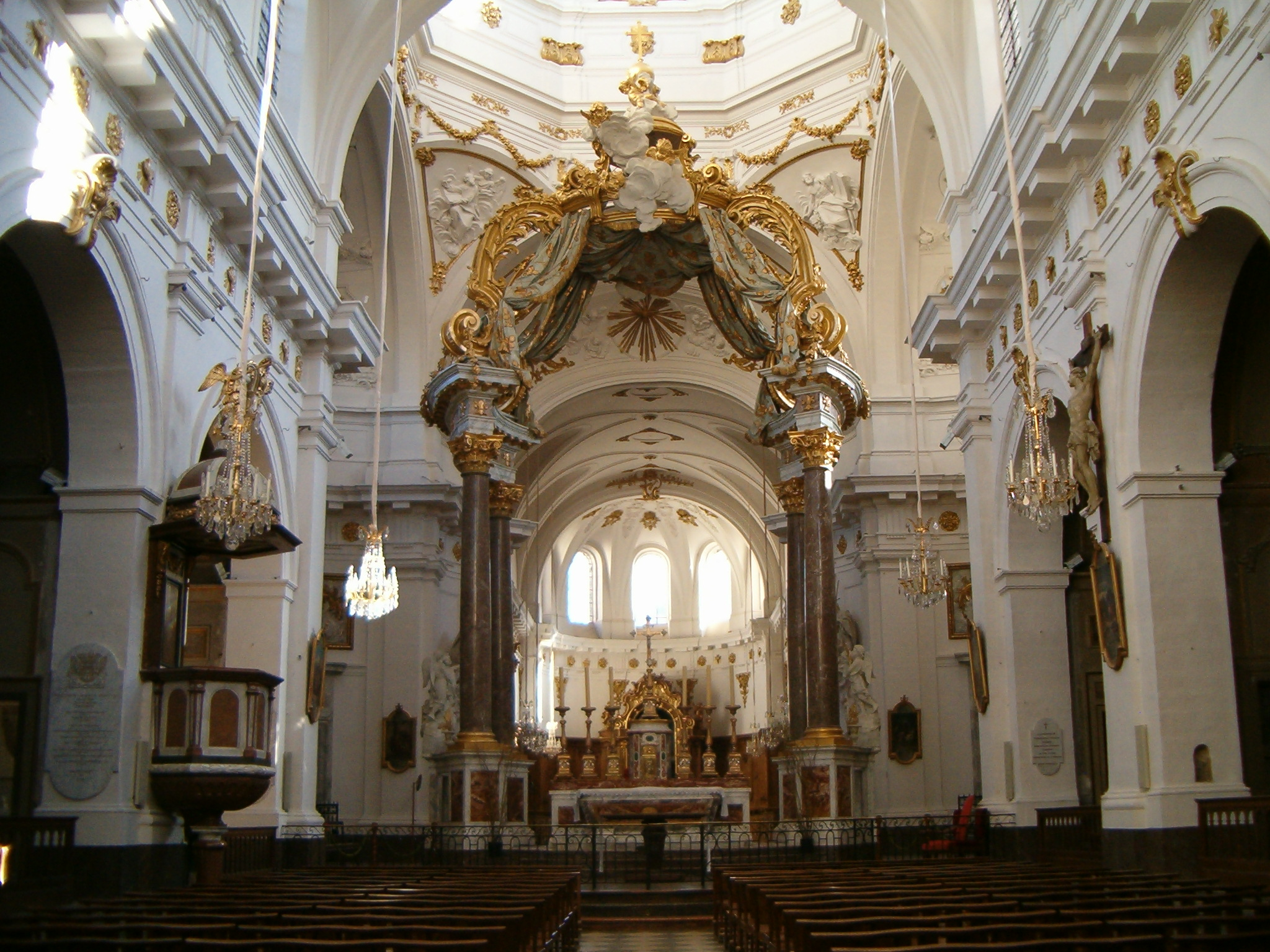
Schiff der Église Saint-Bruno-les-Chartreux de Lyon
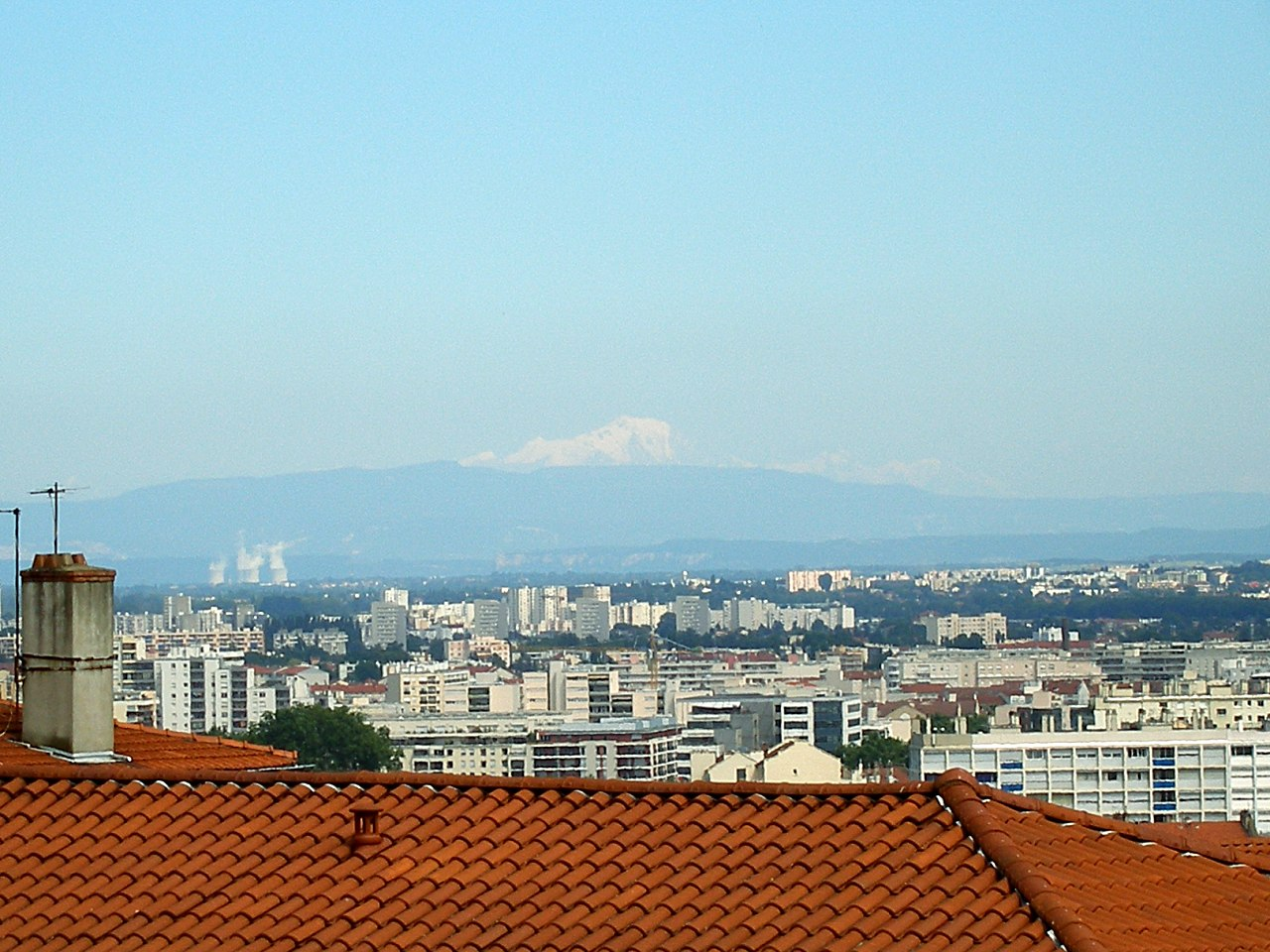
Der Mont Blanc von les pentes de la Croix-Rousse aus gesehen